# Parece Impossível!
Parece Impossível! é um programa de televisão português baseado no formato britânico The Almost Impossible Gameshow produzido para a SIC e a sua plataforma de streaming OPTO. Neste programa que mistura humor e provas físicas, as celebridades são levadas à loucura com os desafios que lhes colocam. Estreou a 4 de agosto de 2024, com a apresentação de João Manzarra e Inês Aires Pereira.
Inicialmente emitido aos domingos, o programa passou a ser exibido aos sábados a partir do episódio 5 devido à sua baixa repercussão nas audiências.

## Formato
Semanalmente, duas equipas, invariavelmente compostas por caras que tão bem conhece, vão ser desafiadas a enfrentar desafios… quase impossíveis de superar!
Na água, na lama, nas alturas, num descampado, ou mesmo numa passadeira, a alta velocidade…. são muitas as zonas de jogos que prometem gerar várias quedas, trapalhices e muitas gargalhadas!
As equipas competem entre si, e só aquela que conseguir acumular mais medalhas ao longo das provas poderá ser a grande vencedora.

## Episódios
| N.º | Título                          | Exibição original      | Audiências (em milhões)                                         |
| --- | ------------------------------- | ---------------------- | --------------------------------------------------------------- |
| 1 | "Episódio 1"                    | 4 de agosto de 2024    | 0,76 (1º bloco) 0,71 (2º bloco) 0,56 (3º bloco)                 |
| - Convidados: Filipa Areosa, Ana Arrebentinha, Carolina Loureiro, Rui Porto Nunes, Fernando Rocha e Rosinha |                                 |                        |                                                                 |
| 2 | "Episódio 2"                    | 11 de agosto de 2024   | 0,54 (1º bloco) 0,53 (2º bloco) 0,35 (3º bloco) 0,19 (4º bloco) |
| - Convidados: Joana Aguiar, José Figueiras, Jorge Guerreiro, Andreia Rodrigues, Isabela Valadeiro, Cláudia Vieira |                                 |                        |                                                                 |
| 3 | "Episódio 3 - Especial Casados" | 18 de agosto de 2024   | 0,64 (1º bloco) 0,53 (2º bloco) 0,44 (3º bloco) 0,21 (4º bloco) |
| - Este episódio recebeu ex-concorrentes das temporadas 1, 2 e 4 do programa Casados à Primeira Vista. - Convidados: Dave Hacke e Ana Águas (T1); Dulce Pimenta (T3); Elisabete Pimentel, Flávio Teixeira e Elson Monteiro (T4) |                                 |                        |                                                                 |
| 4 | "Episódio 4"                    | 25 de agosto de 2024   | 0,47 (1º bloco) 0,36 (2º bloco) 0,27 (3º bloco)                 |
| - Convidados: Ana Marta Ferreira, João Mota, Paula Magalhães, Martinho Silva, Raquel Sampaio e Ricardo Guedes |                                 |                        |                                                                 |
| 5 | "Episódio 5"                    | 31 de agosto de 2024   | 0,41 (1º bloco) 0,42 (2º bloco) 0,28 (3º bloco)                 |
| - Convidados: Bárbara Branco, Liliana Campos, Jorge Corrula, Tino de Rans, Sara Norte e Carolina Patrocínio |                                 |                        |                                                                 |
| 6 | "Episódio 6"                    | 7 de setembro de 2024  | ASD                                                             |
| - Convidados: Pedro Fernandes, Marco Costa, Marta Gil, Cecília Henriques, Paula Lobo Antunes e Rodrigo Trindade |                                 |                        |                                                                 |
| 7 | "Episódio 7"                    | 14 de setembro de 2024 | 0,30 (1º bloco) 0,28 (2º bloco) 0,22 (3º bloco)                 |
| - Convidados: Fernando Alvim, Carolina Carvalho, Inês Sá Frias, Lourenço Ortigão, Miguel Raposo e Francis Obikwelu |                                 |                        |                                                                 |
| 8 | "Episódio 8"                    | 21 de setembro de 2024 | 0,12                                                            |
| - Convidados: Sérgio Conceição, Marta Faial, João Maria, Salvador Martinha, João Pedro Sousa e Carolina Torres |                                 |                        |                                                                 |
| 9 | "Episódio 9"                    | 28 de setembro de 2024 | ASD                                                             |
| - Convidados: TBA |                                 |                        |                                                                 |
| 10 | "Episódio 10"                   | 5 de outubro de 2024   | ASD                                                             |
| - Convidados: TBA |                                 |                        |                                                                 |

## Controvérsia
Devido às provas físicas serem exigentes, vários convidados ficaram lesionados, entre os quais Rosinha, Jorge Corrula, Sérgio Rossi, Carolina Patrocínio, Liliana Campos e Sara Norte. Chegou a ser especulado pela imprensa que poderia ser uma forma de marketing para o programa alcançar melhores audiências.